# Marina Rajčić
Marina Rajčić (született: Vukčević, Podgorica, 1993. augusztus 24. –) olimpiai ezüstérmes, Európa-bajnok montenegrói válogatott kézilabdázó, kapus, a román CS Măgura Cisnădie játékosa.

## Pályafutása

### Klubcsapatokban
A ŽRK Auto Rex együttesében nevelkedett, majd ezt követően került 2009-ben a Budoćnost Podgorica csapatához, amellyel kétszer is megnyerte a Bajnokok Ligáját, illetve egy alkalommal a Kupagyőztesek Európa-kupáját. Hat szezont töltött a csapatnál, ez idő alatt minden évben bajnoki címet nyert hazájában. 2015-ben a francia Metz Handball szerződtette, ahol 2016-ban, 2017-ben és 2018-ban nyert bajnoki címet, ezt követően pedig visszatért a Budućnosthoz. A 2020-2021-es szezonban gyermeke születése miatt szüneteltette pályafutását.

### A válogatottban
2010-ben a korosztályos montenegrói válogatottal bronzérmet nyert a junior világbajnokságon és megválasztották a torna legjobb kapusának. A felnőtt válogatottban is 2010-ben mutatkozott be, majd egy évvel később részt vett a brazíliai világbajnokságon. A 2012-es londoni olimpián ezüstérmes volt a válogatottal, majd az év végi Európa-bajnokságon aranyérmet nyert a csapattal. Részt vett a 2016-os riói olimpián, csakúgy mint a 2017-es világ- és a 2018-as Európa-bajnokságon.

## Sikerei, díjai
Budućnost Podgorica
- Montenegrói bajnok: 2010, 2011, 2012, 2013, 2014, 2015, 2019
- Montenegrói Kupa-győztes: 2010, 2011, 2012, 2013, 2014, 2015, 2019
- A regionális Balkán-liga győztese: 2010, 2011, 2012, 2013, 2014, 2015, 2019
- Bajnokok Ligája-győztes: 2012, 2015
- Kupagyőztesek Európa-kupája-győztes: 2010

Metz
- Francia bajnok: 2016, 2017, 2018
- Francia Kupa-győztes: 2017

Egyéni elismerései
- A 2010-es junior világbajnokság legjobb kapusa[12]